# Hey U X
Hey U X (reso graficamente Hey u x) è il primo album in studio della cantante neozelandese Benee, pubblicato il 13 novembre 2020 su etichetta discografica Republic Records.

## Tracce
1. Happen to Me – 3:51 (Stella Bennett, Joshua Fountain)
2. Same Effect – 4:04 (Stella Bennett, Joshua Fountain, Jason Schoushkoff)
3. Sheesh (feat. Grimes) – 3:33 (Stella Bennett, Joshua Fountain, Claire Boucher)
4. Supalonely (feat. Gus Dapperton) – 3:43 (Stella Bennett, Jenna Andrews, Joshua Fountain, Brendan Patrick Rice)
5. Snail – 3:00 (Stella Bennett, Joshua Fountain)
6. Plain (feat. Lily Allen & Flo Milli) – 3:52 (Stella Bennett, Jenna Andrews, Joshua Fountain, Jason Schoushkoff, Lily Allen, Tamia Carter)
7. Kool – 2:48 (Stella Bennett, Joshua Fountain, Jason Schoushkoff)
8. Winter (feat. Mallrat) – 3:07 (Stella Bennett, Jenna Andrews, Joshua Fountain, Jonah Christian, Grace Shaw)
9. A Little While – 3:18 (Stella Bennett)
10. Night Garden (feat. Kenny Beats & Bakar) – 3:41 (Stella Bennett, Kenneth Blume, Bakar Shariff)
11. All the Time (feat. Muroki) – 3:08 (Stella Bennett, Joshua Fountain, Jonah Christian)
12. If I Get to Meet You – 3:02 (Stella Bennett, Joshua Fountain)
13. C U – 3:00 (Stella Bennett, Joshua Fountain, Jason Schoushkoff)

## Classifiche
| Classifica (2020) | Posizione massima |
| ----------------- | ----------------- |
| Australia         | 22                |
| Nuova Zelanda     | 2                 |